# Jacquelin Rochette
Jacquelin Rochette (* 1955 in Saint-Augustin-de-Desmaures, Québec) ist ein kanadischer Organist und Orgelbauer.

## Leben
Rochette studierte Orgel an der Universität Laval bei Antoine Bouchard. Außerdem nahm er Unterricht bei Antoine Reboulot. 1979 wirkte er als Vertretungsorganist an der Basilika Notre-Dame de Québec. Kurz darauf wurde er stellvertretender Leiter der Les Petits Chanteurs de la Maîtrise du Chapitre de Québec. Von 1980 bis 1987 war er Musikdirektor an der Chalmers-Wesley United Church in Québec. 1984 trat er in die Orgelbaufirma Casavant Frères in Saint-Hyacinthe als Mitarbeiter Jean-Louis Coignets ein, dessen Nachfolger als künstlerischer Leiter er wurde. Daneben übernahm er die Organistenstelle an der Kirche Notre-Dame-de-l’Assomption in St. Hyacinthe.
Als Konzertorganist trat Rochette häufig bei der CBC auf und gab Recitals in Kanada und den USA. Auf CD nahm er u. a. Louis Viernes Sechste Orgelsinfonie, Marcel Duprés Le Chemin de la croix und die Fünfte und Sechste Orgelsinfonie von Charles-Marie Widor auf.